# پیکت

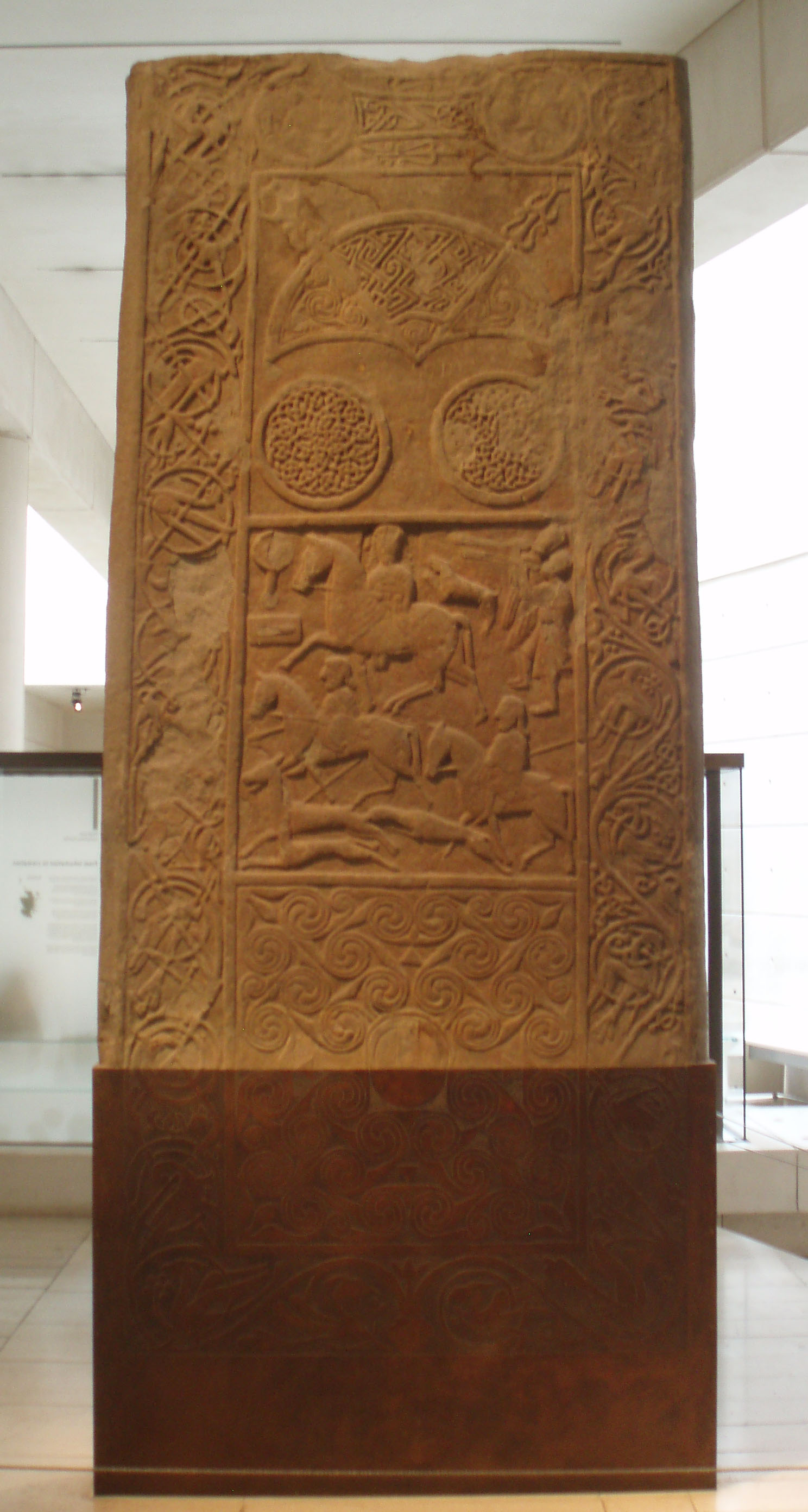
یکی از سنگ‌های بجا مانده از دوران پیکت‌ها (موزه اسکاتلند)

پیکت (احتمالاً از لاتینی: picti به معنای رنگ شده) مردم باستانی که در شرق و شمال شرقی اسکاتلند امروزی زندگی می‌کردند. نام مردم پیکت احتمالاً به سنت رنگ آمیزی بدنشان یا احتمالاً خالکوبی آن، اشاره دارد.
پیشینهٔ پیکت‌ها دانسته نیست. برخی شواهد نشان از آن دارد که آنها مردمان بومی پیش از مردم سلتی در این سرزمین هستند. اما برخی شواهد زبانی نشان می‌دهد که احتمالاً به یک زبان سلتی گویش می‌کردند.
پیکت‌ها مجموعهٔ قبایلی از مردمی بودند که در اواخر عصر آهن و دوره‌های اولیهٔ قرون وسطی در شرق و شمال اسکاتلند است زندگی می‌کردند. تصور می‌رود که آنها از نظر زبانی‌فرهنگی سلتیک شده باشند. این که آنها کجا زندگی می‌کردند و ماهیت فرهنگ و تمدن آنها را می‌توان از توزیع جغرافیایی سنگ‌دژهایشان، نام‌های بریتونی به کار رفته، و سنگ‌نگاره‌های پیکتی آنان استنباط کرد. گواهی حضور پیکت‌ها از پیش از فتح رومی بریتانیا تا سدهٔ دهم؛ زمانی که تصور می‌شود که آنها با گیل‌ها ادغام شده‌اند، در نوشته‌ها وجود دارد. آنها در شمال رودخانه‌های فورث و کلاید زندگی می‌کرده‌اند، و به زبان پیکتی که در حال حاضر منقرض است سخن می‌گفته‌اند که تصور می‌شود به زبان بریتانیایی که توسط بریتون‌های سلتی که در جنوب آنها زندگی می‌کردند سخن گفته می‌شده، مربوط باشد.